# (9468) Brewer
(9468) Brewer est un astéroïde de la ceinture principale.

## Description
(9468) Brewer est un astéroïde de la ceinture principale. Il fut découvert le 1er juin 1998 à La Silla par Eric Walter Elst. Il présente une orbite caractérisée par un demi-grand axe de 2,32 UA, une excentricité de 0,14 et une inclinaison de 10,0° par rapport à l'écliptique.

## Compléments